# NBA 2020/21
Die NBA-Saison 2020/21 war die 75. Spielzeit der National Basketball Association. Die Hauptrunde („Regular Season“) begann am 22. Dezember 2020. Diese begann erst so spät, da sich die vorherige Saison aufgrund der COVID-19-Pandemie verzögert hatte und erst deutlich später als ursprünglich geplant zu Ende gespielt werden konnte. Die Meisterschaft konnten sich die Milwaukee Bucks mit einem 4:2 in der Serie gegen die Phoenix Suns sichern.

## Vorbereitung
Durch die COVID-19-Pandemie und die Verzögerung der Vorsaison hatten einige NBA-Teams die kürzeste spielfreie Zeit in ihrer Geschichte, die Los Angeles Lakers stellten dabei mit nur 71 Tage einen neuen Rekord auf. Der Auftakt zum Mannschaftstraining fand am 6. Dezember 2020 statt, Vorbereitungsspiele wurden zwischen dem 11. und 19. Dezember ausgetragen. Dabei bestritten die Mannschaften mindestens zwei und höchstens vier Begegnungen.

## Pandemiebestimmungen
Laut Pandemiebestimmungen der NBA mussten sich sämtliche Spieler, Trainer und Betreuer ab dem 1. Dezember täglich auf eine Ansteckung mit COVID-19 testen lassen. Die NBA kündigte an, dass einzelne Ansteckungsfälle oder mehrere Ansteckungsfälle in geringem Umfang nicht zur Unterbrechung des Spielbetriebs führen würden.
Bei der Feststellung einer Ansteckung (auch wenn keine Krankheitsanzeichen auftreten) müssen Spieler zehn Tage aussetzen, müssen dann an zwei zusätzlichen Tagen, an denen sie Einzeltrainingseinheiten durchführen können, ärztlich beobachtet werden. Bei Auswärtsfahrten darf der Tross einer Mannschaft höchstens 45 Menschen umfassen, darunter 17 Spieler.

## Spielerwechsel

### Karriereende
In der spielfreien Zeit vor der Saison 2020/21 verkündeten mehrere Spieler ihr Karriereende. Unter anderem Andrew Bogut, welcher bei dem NBA-Draft 2005 an erster Stelle ausgewählt wurde und mit den Golden State Warriors eine Meisterschaft gewann. Außerdem beendete mit Marvin Williams der Spieler die Karriere, der nach Bogut im Draft 2005 an zweiter Stelle ausgewählt wurde. Ebenfalls beendete der zweite Pick des NBA-Drafts 2010, Evan Turner, in der spielfreien Zeit seine Karriere. Weitere zu nennende Spieler, die ihre Karriere beendet haben, sind Leandro Barbosa, Corey Brewer, Dorell Wright, Aaron Brooks sowie Kevin Séraphin.

### NBA-Draft
Der NBA-Draft 2020 fand am 18. November 2020 aufgrund der COVID-19-Pandemie virtuell statt. An erster Stelle wurde Anthony Edwards von den Minnesota Timberwolves ausgewählt. Danach wurde James Wiseman von den Golden State Warriors und als Drittes LaMelo Ball von den Charlotte Hornets ausgewählt.

### Spielerwechsel
Zu den wichtigsten Spielerwechseln im Vorfeld der Saison gehörten:
- Am 16. November wurde Chris Paul von den Oklahoma City Thunder zu den Phoenix Suns transferiert. Im Gegenzug erhielten die Thunder unter anderem Ricky Rubio, Kelly Oubre Jr. und einen Erstrundenpick für den NBA-Draft 2022.
- Am 18. November wurde Dennis Schröder von den Thunder an die Los Angeles Lakers abgegeben. Im Gegenzug erhielten die Thunder Danny Green sowie die Rechte an Jaden McDaniels.
- Ebenfalls am 18. November wurde Josh Richardson von den Philadelphia 76ers zusammen mit den Rechten an Tyler Bey zu den Dallas Mavericks transferiert. Die 76ers erhielten im Gegenzug von den Mavericks Seth Curry, den Bruder von Stephen Curry.
- Am 20. November fand ein Tausch zwischen den Boston Celtics, den Memphis Grizzlies und den Portland Trail Blazers statt. Boston schickte Enes Kanter zu den Trail Blazers, die Trail Blazers schickten Mario Hezonja zu den Grizzlies und die Grizzlies gaben den Celtics ein Wahlrecht in der ersten und zweiten Runde für den NBA-Draft 2023.
- Am 20. November fand ein weiterer Spielertausch zwischen drei NBA-Teams statt. Die Minnesota Timberwolves erhielten von den Oklahoma City Thunder Ricky Rubio, den diese erst vier Tage zuvor von den Suns erhalten hatten. Ebenfalls erhielten die Timberwolves noch die Rechte an Jaden McDaniels sowie die Rechte an Leandro Bolmaro, welche bis dahin die New York Knicks hielten. Die Thunder erhielten von den Timberwolves James Johnson sowie die Rechte an Aleksej Pokuševski. Die Knicks erhielten in diesem Geschäft die Rechte an Immanuel Quickley sowie Mathias Lessort.
- Am 22. November wurde Robert Covington von den Houston Rockets zu den Portland Trail Blazers transferiert. Im Gegenzug erhielten die Rockets von den Trail Blazers Trevor Ariza sowie ein Wahlrecht in der ersten Runde für den NBA-Draft 2021.
- Ebenfalls am 22. November wurde Kelly Oubre Jr. von den Oklahoma City Thunder, nachdem sie ihn lediglich sechs Tage vorher von den Suns erhalten hatten, an die Golden State Warriors abgegeben. Im Gegenzug gaben die Warriors den Thunder ein Wahlrecht in der ersten Runde für den NBA-Draft 2021.
- Am 23. November fand ein Spielertausch statt, der vier Mannschaften umfasste. An diesem waren die Oklahoma City Thunder, die New Orleans Pelicans, die Denver Nuggets sowie die Milwaukee Bucks beteiligt. Neben zahlreichen Wahlrechten in zukünftigen NBA-Drafts sind als wichtigste Spielerwechsel Jrue Holiday von den Pelicans zu den Bucks, Eric Bledsoe von den Bucks zu den Pelicans, Steven Adams von den Thunder zu den Pelicans, George Hill von den Bucks zu den Thunder sowie die Rechte an R. J. Hampton von den Bucks zu den Nuggets zu nennen.
- Am 2. Dezember fand zwischen den Washington Wizards und den Houston Rockets ein Tausch statt, der für große Schlagzeilen sorgte. Die Rockets gaben den Wertvollsten Spieler der Saison 16/17 Russell Westbrook an die Wizards ab. Im Gegenzug erhielten die Rockets den mehrfachen All-Star John Wall sowie das Wahlrecht in der ersten Runde des NBA-Drafts 2023 von den Wizards.

Für Aufmerksamkeit sorgte die Ankündigung eines Tauschs, welcher letztendlich nicht umgesetzt wurde. Die Milwaukee Bucks ließen verlauten, Bogdan Bogdanović von den Sacramento Kings verpflichtet zu haben, um ihn anschließend wieder abzugeben (Sign-and-Trade). Dieses Geschäft kam jedoch nie zustande und Bogdanović schloss sich schlussendlich als vertragsloser Spieler den Atlanta Hawks an. Nach einer Untersuchung durch die NBA stellte diese fest, dass die Bucks bei dem versuchten Tausch gegen Regeln verstoßen hatten, da sie zu früh Gespräche mit den Kings geführt hatten. Als Strafe verloren die Bucks ihr Wahlrecht für die zweite Runde des NBA-Drafts im Jahr 2022.

### Spieler ohne Vertrag
Zu den wichtigsten vertragslosen Spielern, die bei einem neuen Verein unterschrieben, gehörten:
- Bogdan Bogdanović, vorher bei Sacramento Kings, unterschrieb bei den Atlanta Hawks.
- Jae Crowder, vorher bei den Miami Heat, unterschrieb bei den Phoenix Suns.
- Marc Gasol, zuvor bei den Toronto Raptors, unterschrieb bei den Los Angeles Lakers.
- Montrezl Harrell, vorher bei den Los Angeles Clippers, unterschrieb bei den Los Angeles Lakers.
- Isaiah Hartenstein unterschrieb einen Vertrag bei den Denver Nuggets.
- Gordon Hayward, vorher bei den Boston Celtics, unterschrieb bei den Charlotte Hornets.
- Dwight Howard, vorher bei den Los Angeles Lakers, unterschrieb bei den Philadelphia 76ers.
- Serge Ibaka, vorher bei den Toronto Raptors, unterschrieb bei den Los Angeles Clippers.
- Rajon Rondo, vorher bei den Los Angeles Lakers, unterschrieb bei den Atlanta Hawks.
- Tristan Thompson, vorher bei den Cleveland Cavaliers, unterschrieb bei den Boston Celtics.

### Vertragsverlängerungen
Zu den wichtigsten Spielern, die einen neuen Vertrag bei ihrem alten Verein unterschrieben, gehörten:
- Carmelo Anthony von den Portland Trail Blazers.
- Jordan Clarkson von den Utah Jazz.
- Joe Harris von den Brooklyn Nets.
- Jakob Pöltl von den San Antonio Spurs.
- Fred VanVleet von den Toronto Raptors.
- Malik Beasley von den Minnesota Timberwolves.
- Brandon Ingram von den New Orleans Pelicans.
- Anthony Davis von den Los Angeles Lakers.
- Paul Millsap von den Denver Nuggets.

## Hauptrunde

### Besonderheiten durch COVID-19
Die Hauptrunde der Saison war 10 Spiele kürzer als in normalen Jahren (72 statt wie üblich 82 Spiele). Gegen die 15 Teams der anderen Conference wurden weiterhin je zwei Spiele ausgetragen, gegen Teams der eigenen Conference hingegen drei. Eine weitere Besonderheit betraf die Toronto Raptors, das einzige kanadische Franchise der NBA. Da es aufgrund der COVID-19-Pandemie schwieriger war, einen Spielbetrieb über Ländergrenzen hinaus aufrechtzuerhalten, trugen die Raptors ihre Heimspiele in der Saison 2020/21 in Tampa (US-Bundesstaat Florida) in der Amalie Arena aus.
Mehrere Teams (Indiana Pacers, Chicago Bulls, Portland Trail Blazers, Memphis Grizzlies, San Antonio Spurs, Oklahoma City Thunder) erzielten bessere Auswärtsbilanzen als Heimbilanzen, was zuvor lediglich den New York Knicks in der Saison 1967/68 gelungen war. Zwei Teams, die Pacers und die Spurs, wiesen sogar eine positive Auswärtsbilanz gegenüber einer negativen Heimbilanz auf.

### Endstand
DR = Divisionranking, CR = Conferenceranking, S = Siege, N = Niederlagen, PCT = prozentualer Sieganteil
| Eastern Conference |    |      |                     |    |    |       |
| Atlantic Division  |    |      |                     |    |    |       |
| DR                 | CR | Team | Team                | S  | N  | PCT   |
| 1                  | 1  |      | Philadelphia 76ers  | 49 | 23 | 0.681 |
| 2                  | 2  |      | Brooklyn Nets       | 48 | 24 | 0.667 |
| 3                  | 4  |      | New York Knicks     | 41 | 31 | 0.569 |
| 4                  | 7  |      | Boston Celtics      | 36 | 36 | 0.500 |
| 5                  | 12 |      | Toronto Raptors     | 27 | 45 | 0.375 |
| Central Division   |    |      |                     |    |    |       |
| DR                 | CR | Team | Team                | S  | N  | PCT   |
| 1                  | 3  |      | Milwaukee Bucks     | 46 | 26 | 0.639 |
| 2                  | 9  |      | Indiana Pacers      | 34 | 38 | 0.472 |
| 3                  | 11 |      | Chicago Bulls       | 31 | 41 | 0.431 |
| 4                  | 13 |      | Cleveland Cavaliers | 22 | 50 | 0.306 |
| 5                  | 15 |      | Detroit Pistons     | 20 | 52 | 0.278 |
| Southeast Division |    |      |                     |    |    |       |
| DR                 | CR | Team | Team                | S  | N  | PCT   |
| 1                  | 5  |      | Atlanta Hawks       | 41 | 31 | 0.569 |
| 2                  | 6  |      | Miami Heat          | 40 | 32 | 0.556 |
| 3                  | 8  |      | Washington Wizards  | 34 | 38 | 0.472 |
| 4                  | 10 |      | Charlotte Hornets   | 33 | 39 | 0.458 |
| 5                  | 14 |      | Orlando Magic       | 21 | 51 | 0.292 |

| Western Conference |    |      |                        |    |    |       |
| Northwest Division |    |      |                        |    |    |       |
| DR                 | CR | Team | Team                   | S  | N  | PCT   |
| 1                  | 1  |      | Utah Jazz              | 52 | 20 | 0.722 |
| 2                  | 3  |      | Denver Nuggets         | 47 | 25 | 0.653 |
| 3                  | 6  |      | Portland Trail Blazers | 42 | 30 | 0.583 |
| 4                  | 13 |      | Minnesota Timberwolves | 23 | 49 | 0.319 |
| 5                  | 14 |      | Oklahoma City Thunder  | 22 | 50 | 0.306 |
| Pacific Division   |    |      |                        |    |    |       |
| DR                 | CR | Team | Team                   | S  | N  | PCT   |
| 1                  | 2  |      | Phoenix Suns           | 51 | 21 | 0.708 |
| 2                  | 4  |      | Los Angeles Clippers   | 47 | 25 | 0.653 |
| 3                  | 7  |      | Los Angeles Lakers     | 42 | 30 | 0.583 |
| 4                  | 8  |      | Golden State Warriors  | 39 | 33 | 0.542 |
| 5                  | 12 |      | Sacramento Kings       | 31 | 41 | 0.431 |
| Southwest Division |    |      |                        |    |    |       |
| DR                 | CR | Team | Team                   | S  | N  | PCT   |
| 1                  | 5  |      | Dallas Mavericks       | 42 | 30 | 0.583 |
| 2                  | 9  |      | Memphis Grizzlies      | 38 | 34 | 0.528 |
| 3                  | 10 |      | San Antonio Spurs      | 33 | 39 | 0.458 |
| 4                  | 11 |      | New Orleans Pelicans   | 31 | 41 | 0.431 |
| 5                  | 15 |      | Houston Rockets        | 17 | 55 | 0.236 |

Stand: 15. Mai 2021

### Monatliche Auszeichnungen
Zu den Ausgezeichneten der Hauptrunde gehörten:
| Monat            | Rookie (EAST) | Rookie (WEST)     | Spieler (EAST)    | Spieler (WEST) | Coach (EAST)  | Coach (WEST)   |
| ---------------- | ------------- | ----------------- | ----------------- | -------------- | ------------- | -------------- |
| Dezember/ Januar | LaMelo Ball   | Tyrese Haliburton | Joel Embiid       | Nikola Jokić   | Doc Rivers    | Quin Snyder    |
| Februar          | LaMelo Ball   | Tyrese Haliburton | James Harden      | Devin Booker   | Steve Nash    | Quin Snyder    |
| März             | LaMelo Ball   | Anthony Edwards   | James Harden      | Nikola Jokić   | Nate McMillan | Monty Williams |
| April            | Malachi Flynn | Anthony Edwards   | Julius Randle     | Stephen Curry  | Scott Brooks  | Mike Malone    |
| Mai              | R. J. Hampton | Anthony Edwards   | Russell Westbrook | Stephen Curry  | Tom Thibodeau | Terry Stotts   |

## Play-In Tournament
Eine Neuerung der Saison war die Einführung eines zusätzlichen Turniers, das zwischen der Hauptrunde und den Play-offs stattfand. Im Rahmen dieses sogenannten Play-In Tournaments wurden für jede Conference unter den Mannschaften der Tabellenränge sieben bis zehn jeweils zwei weitere Teilnehmer für die Play-offs ausgespielt. Dabei spielten die Mannschaften auf den Plätzen sieben und acht der jeweiligen Conference in einem Spiel ein Play-off-Ticket und damit den Gegner des Conferene-Zweiten aus.  Der Verlierer bekam noch eine zweite Chance durch ein Duell gegen den Sieger des Duells Neunter gegen Zehnter.
In der Eastern Conference gewannen die Boston Celtics (7. Tabellenrang) gegen die Washington Wizards (8.) sowie die Indiana Pacers (9.) gegen die Charlotte Hornets (10.). Somit qualifizierten sich die Celtics direkt für die Play-offs, wo sie gegen die Brooklyn Nets spielen sollten. Anschließend setzten sich die Wizards gegen die Pacers durch, um in den Play-offs gegen Philadelphia 76ers anzutreten.
|  | Halbfinale (Play-in Games) | Halbfinale (Play-in Games) | Halbfinale (Play-in Games) |     |                    | Vorschlussrunde (#8 Seed Game) | Vorschlussrunde (#8 Seed Game) | Vorschlussrunde (#8 Seed Game) |                    |            | Finale (Final Seeds) | Finale (Final Seeds) | Finale (Final Seeds) |
|  |                            |                            |                            |     |                    |                                |                                |                                |                    |            |                      |                      |                      |
|  | 7                          | Boston Celtics             | 118                        |     |                    |                                |                                |                                |                    |            |                      |                      |                      |
|  | 8                          | Washington Wizards         | 100                        |     |                    |                                |                                |                                |                    | 7          | Boston Celtics       | No. 7 Seed           |                      |
|  | 8                          | Washington Wizards         | 100                        | 8   | Washington Wizards | 142                            |                                |                                |                    | 7          | Boston Celtics       | No. 7 Seed           |                      |
|  |                            |                            |                            | 8   | Washington Wizards | 142                            |                                | 8                              | Washington Wizards | No. 8 Seed |                      |                      |                      |
|  |                            | 9                          | Indiana Pacers             | 115 |                    |                                |                                | 8                              | Washington Wizards | No. 8 Seed |                      |                      |                      |
|  | 9                          | 9                          | Indiana Pacers             | 115 | Indiana Pacers     | 144                            |                                |                                |                    |            |                      |                      |                      |
|  | 9                          |                            |                            |     | Indiana Pacers     | 144                            |                                |                                |                    |            |                      |                      |                      |
|  | 10                         | Charlotte Hornets          | 117                        |     |                    |                                |                                |                                |                    |            |                      |                      |                      |

In der Western Conference waren die Paarungen: Los Angeles Lakers (7.) gegen Golden State Warriors (8.) sowie Memphis Grizzlies (9.) gegen San Antonio Spurs (10.). Die Lakers und die Grizzlies setzten sich durch. Anschließend gewannen die Grizzlies im letzten Play-in-Spiel gegen die Warriors und qualifizierten sich für die Play-offs.
|  | Halbfinale (Play-in Games) | Halbfinale (Play-in Games) | Halbfinale (Play-in Games) |     |                       | Vorschlussrunde (#8 Seed Game) | Vorschlussrunde (#8 Seed Game) | Vorschlussrunde (#8 Seed Game) |                   |            | Finale (Final Seeds) | Finale (Final Seeds) | Finale (Final Seeds) |
|  |                            |                            |                            |     |                       |                                |                                |                                |                   |            |                      |                      |                      |
|  | 7                          | Los Angeles Lakers         | 103                        |     |                       |                                |                                |                                |                   |            |                      |                      |                      |
|  | 8                          | Golden State Warriors      | 100                        |     |                       |                                |                                |                                |                   | 7          | Los Angeles Lakers   | No. 7 Seed           |                      |
|  | 8                          | Golden State Warriors      | 100                        | 8   | Golden State Warriors | 112                            |                                |                                |                   | 7          | Los Angeles Lakers   | No. 7 Seed           |                      |
|  |                            |                            |                            | 8   | Golden State Warriors | 112                            |                                | 9                              | Memphis Grizzlies | No. 8 Seed |                      |                      |                      |
|  |                            | 9                          | Memphis Grizzlies          | 117 |                       |                                |                                | 9                              | Memphis Grizzlies | No. 8 Seed |                      |                      |                      |
|  | 9                          | 9                          | Memphis Grizzlies          | 117 | Memphis Grizzlies     | 100                            |                                |                                |                   |            |                      |                      |                      |
|  | 9                          |                            |                            |     | Memphis Grizzlies     | 100                            |                                |                                |                   |            |                      |                      |                      |
|  | 10                         | San Antonio Spurs          | 96                         |     |                       |                                |                                |                                |                   |            |                      |                      |                      |

## Play-offs
Alle Play-off-Runden werden im Best-of-Seven-Modus gespielt.
|  | Erste Runde | Erste Runde            | Erste Runde     |                      |                      | Conference Semifinals | Conference Semifinals | Conference Semifinals |  |  | Conference Finals | Conference Finals | Conference Finals |  |  | NBA Finals | NBA Finals | NBA Finals |
|  |             |                        |                 |                      |                      |                       |                       |                       |  |  |                   |                   |                   |  |  |            |            |            |
|  | 1           | Philadelphia 76ers     | 4               |                      |                      |                       |                       |                       |  |  |                   |                   |                   |  |  |            |            |            |
|  | 8           | Washington Wizards     | 1               |                      |                      |                       |                       |                       |  |  |                   |                   |                   |  |  |            |            |            |
|  | 8           | Washington Wizards     | 1               | 1                    | Philadelphia 76ers   | 3                     |                       |                       |  |  |                   |                   |                   |  |  |            |            |            |
|  |             |                        |                 | 1                    | Philadelphia 76ers   | 3                     |                       |                       |  |  |                   |                   |                   |  |  |            |            |            |
|  |             |                        | 5               | Atlanta Hawks        | 4                    |                       |                       |                       |  |  |                   |                   |                   |  |  |            |            |            |
|  | 4           | New York Knicks        | 5               | Atlanta Hawks        | 4                    | 1                     |                       |                       |  |  |                   |                   |                   |  |  |            |            |            |
|  | 4           | New York Knicks        |                 |                      |                      | 1                     |                       |                       |  |  |                   |                   |                   |  |  |            |            |            |
|  | 5           | Atlanta Hawks          | 4               |                      |                      |                       |                       |                       |  |  |                   |                   |                   |  |  |            |            |            |
|  | 5           | Atlanta Hawks          | 4               | 5                    | Atlanta Hawks        | 2                     |                       |                       |  |  |                   |                   |                   |  |  |            |            |            |
|  |             |                        |                 | 5                    | Atlanta Hawks        | 2                     | Eastern Conference    |                       |  |  |                   |                   |                   |  |  |            |            |            |
|  |             | 3                      | Milwaukee Bucks | 4                    |                      |                       |                       |                       |  |  |                   |                   |                   |  |  |            |            |            |
|  | 3           | 3                      | Milwaukee Bucks | 4                    | Milwaukee Bucks      | 4                     |                       |                       |  |  |                   |                   |                   |  |  |            |            |            |
|  | 3           |                        |                 |                      | Milwaukee Bucks      | 4                     |                       |                       |  |  |                   |                   |                   |  |  |            |            |            |
|  | 6           | Miami Heat             | 0               |                      |                      |                       |                       |                       |  |  |                   |                   |                   |  |  |            |            |            |
|  | 6           | Miami Heat             | 0               | 3                    | Milwaukee Bucks      | 4                     |                       |                       |  |  |                   |                   |                   |  |  |            |            |            |
|  |             |                        |                 | 3                    | Milwaukee Bucks      | 4                     |                       |                       |  |  |                   |                   |                   |  |  |            |            |            |
|  |             |                        | 2               | Brooklyn Nets        | 3                    |                       |                       |                       |  |  |                   |                   |                   |  |  |            |            |            |
|  | 2           | Brooklyn Nets          | 2               | Brooklyn Nets        | 3                    | 4                     |                       |                       |  |  |                   |                   |                   |  |  |            |            |            |
|  | 2           | Brooklyn Nets          |                 |                      |                      |                       |                       |                       |  |  |                   |                   |                   |  |  |            |            |            |
|  | 7           | Boston Celtics         | 1               |                      |                      |                       |                       |                       |  |  |                   |                   |                   |  |  |            |            |            |
|  | 7           | Boston Celtics         | 1               | 3                    | Milwaukee Bucks      | 4                     |                       |                       |  |  |                   |                   |                   |  |  |            |            |            |
|  |             |                        |                 |                      |                      |                       |                       |                       |  |  |                   |                   |                   |  |  |            |            |            |
|  |             | 2                      | Phoenix Suns    | 2                    |                      |                       |                       |                       |  |  |                   |                   |                   |  |  |            |            |            |
|  | 1           | 2                      | Phoenix Suns    | 2                    | Utah Jazz            | 4                     |                       |                       |  |  |                   |                   |                   |  |  |            |            |            |
|  | 1           |                        |                 |                      | Utah Jazz            | 4                     |                       |                       |  |  |                   |                   |                   |  |  |            |            |            |
|  | 8           | Memphis Grizzlies      | 1               |                      |                      |                       |                       |                       |  |  |                   |                   |                   |  |  |            |            |            |
|  | 8           | Memphis Grizzlies      | 1               | 1                    | Utah Jazz            | 2                     |                       |                       |  |  |                   |                   |                   |  |  |            |            |            |
|  |             |                        |                 | 1                    | Utah Jazz            | 2                     |                       |                       |  |  |                   |                   |                   |  |  |            |            |            |
|  |             |                        | 4               | Los Angeles Clippers | 4                    |                       |                       |                       |  |  |                   |                   |                   |  |  |            |            |            |
|  | 4           | Los Angeles Clippers   | 4               | Los Angeles Clippers | 4                    | 4                     |                       |                       |  |  |                   |                   |                   |  |  |            |            |            |
|  | 4           | Los Angeles Clippers   |                 |                      |                      | 4                     |                       |                       |  |  |                   |                   |                   |  |  |            |            |            |
|  | 5           | Dallas Mavericks       | 3               |                      |                      |                       |                       |                       |  |  |                   |                   |                   |  |  |            |            |            |
|  | 5           | Dallas Mavericks       | 3               | 4                    | Los Angeles Clippers | 2                     |                       |                       |  |  |                   |                   |                   |  |  |            |            |            |
|  |             |                        |                 | 4                    | Los Angeles Clippers | 2                     | Western Conference    |                       |  |  |                   |                   |                   |  |  |            |            |            |
|  |             | 2                      | Phoenix Suns    | 4                    |                      |                       |                       |                       |  |  |                   |                   |                   |  |  |            |            |            |
|  | 2           | 2                      | Phoenix Suns    | 4                    | Phoenix Suns         | 4                     |                       |                       |  |  |                   |                   |                   |  |  |            |            |            |
|  | 2           |                        |                 |                      |                      |                       |                       |                       |  |  |                   |                   |                   |  |  |            |            |            |
|  | 7           | Los Angeles Lakers     | 2               |                      |                      |                       |                       |                       |  |  |                   |                   |                   |  |  |            |            |            |
|  | 7           | Los Angeles Lakers     | 2               | 2                    | Phoenix Suns         | 4                     |                       |                       |  |  |                   |                   |                   |  |  |            |            |            |
|  |             |                        |                 | 2                    | Phoenix Suns         | 4                     |                       |                       |  |  |                   |                   |                   |  |  |            |            |            |
|  |             |                        | 3               | Denver Nuggets       | 0                    |                       |                       |                       |  |  |                   |                   |                   |  |  |            |            |            |
|  | 3           | Denver Nuggets         | 3               | Denver Nuggets       | 0                    | 4                     |                       |                       |  |  |                   |                   |                   |  |  |            |            |            |
|  | 3           | Denver Nuggets         |                 |                      |                      |                       |                       |                       |  |  |                   |                   |                   |  |  |            |            |            |
|  | 6           | Portland Trail Blazers | 2               |                      |                      |                       |                       |                       |  |  |                   |                   |                   |  |  |            |            |            |

## Saisonale Auszeichnungen
| - Most Valuable Player: Nikola Jokić, Denver Nuggets - Defensive Player of the Year: Rudy Gobert, Utah Jazz - Rookie of the Year: LaMelo Ball, Charlotte Hornets | - Sixth Man of the Year: Jordan Clarkson, Utah Jazz - Most Improved Player: Julius Randle, New York Knicks - Coach of the Year: Tom Thibodeau, New York Knicks |

| Position des Spielers | All-NBA First Team    | All-NBA Second Team | All-NBA Third Team | NBA All-Defensive First Team | NBA All-Defensive Second Team | All-NBA Rookie First Team | All-NBA Rookie Second Team |
| --------------------- | --------------------- | ------------------- | ------------------ | ---------------------------- | ----------------------------- | ------------------------- | -------------------------- |
| Forward               | Giannis Antetokounmpo | Julius Randle       | Jimmy Butler       | Draymond Green               | Bam Adebayo                   | Anthony Edwards           | Isaac Okoro                |
| Forward               | Kawhi Leonard         | LeBron James        | Paul George        | Giannis Antetokounmpo        | Kawhi Leonard                 | Jae’Sean Tate             | Patrick Williams           |
| Center                | Nikola Jokić          | Joel Embiid         | Rudy Gobert        | Rudy Gobert                  | Joel Embiid                   | Saddiq Bey                | Isaiah Stewart             |
| Guard                 | Luka Dončić           | Damian Lillard      | Bradley Beal       | Ben Simmons                  | Jimmy Butler                  | LaMelo Ball               | Immanuel Quickley          |
| Guard                 | Stephen Curry         | Chris Paul          | Kyrie Irving       | Jrue Holiday                 | Matisse Thybulle              | Tyrese Haliburton         | Desmond Bane               |